# ヘルシンギン・サノマット

ヘルシンギン・サノマットの表題

『ヘルシンギン・サノマット』（フィンランド語: Helsingin Sanomat）は、北欧諸国とフィンランドにおいて最大の契約制新聞社。日本語では『ヘルシンキ新聞』と訳されることもある。フィンランドをはじめ欧州各国に展開しているメディアグループ、サノマ社が所有している。祝祭日の後を除いて、ほぼ毎日発行されている。2008年度の一日あたり発行部数は平日で07年度比-1.8%の41万2421部であり、日曜日は2007年度比-1.3%の46万8505部にのぼる。
社名はフィンランドの首都ヘルシンキに由来しており、ヘルシンキにおいて発行されている。
『ヘルシンギン・サノマット』のウェブサイト HS.fiは、ウェブ上のフィンランドのニュースに関する最も重要な情報源となっている。2009年6月、このサイトはフィンランドで6番目に人気のあるウェブサイトである。
フィンランドではよく紙名をHSと省略して表される。口語ではヘサリ（Hesari）と略される。また、過去にはヘサ（Hesa）という名前も使われていた。

## 歴史
この新聞は1889年に "Päivälehti" として設立された。このときフィンランドはまだロシア帝国下のフィンランド大公国であった。大フィンランドの自由と率直な独立を強く主張するこの新聞の論調のため、ロシア当局は政治的検閲を行い、 "Päivälehti" は一時刊行中止にされ、1904年に永久に発行を停止されたしかし、経営者は1905年現在の名称で再度新聞を発行し始めた。。当初はフィンランド青年党の機関紙として発行され、1930年代から非同盟独立の思想を持っていた。
ヘルシンギン・サノマット社はエルッコ家の同族経営として所有されていた長い歴史を持つ。現在はエルッコ家の持っていたメディアグループ、サノマ社の所有になっている。『ヘルシンギン・サノマット』の経営者一族ととフィンランド政府の関係は時に非常に近かった。例を挙げると、冬戦争へと向かう時代、ユホ・エリャス・エルッコはカヤンデル内閣の外務大臣であり、新聞の発行者でもあった。

## 構成
この新聞はフィンランドで大判新聞紙として発行されている。また、フィンランド語で“毎月の付録”という意味の "Kuukausiliite" という名前の付録が毎月ついており、週刊でテレビガイドとフィンランドで“今”という意味の "Nyt" という名前の娯楽指向の付録が供給される。

## 発行部数・影響
『ヘルシンギン・サノマット』はヘルシンキ地域の家主のおよそ75%に浸透している。また、この地域の地方紙の機能を持っている。一日あたり発行部数は40万部を超えており、フィンランドの全人口のおよそ8%である。これは購読新聞として北欧最大の発行部数である。
この新聞はフィンランド社会において重要な要因となっている。フィンランドのジャーナリストで学者であるペルッティ・クレモラ（Pertti Klemola）は、社会と政治の独立を所有する公共施設、国家機関であるとしている。
『ヘルシンギン・サノマット』はフィンランドがEUへの加盟に向かっていた際、加盟を強く主張しており、1994年にフィンランドはEUに加盟した。また、フィンランドがNATOの一員たることへの支援を広く表明している。

## ヘルシンギン・サノマット国際版
『ヘルシンギン・サノマット』のウェブサイトの英語版である『ヘルシンギン・サノマット国際版』は、1999年に開始された。開始の目的はフィンランドが欧州連合理事会議長国となった時に、フィンランド情報の報告の先駆者となることであった。しかし、議長国を終えた後も英語による、英語圏でのフィンランド情報の主な情報源と見られていることや、フィンランドへの英語話者の移民に人気であること、読者の量が多いことなどから続けられている。